# Tiberius Julius Rhescuporis VI
Tiberius Julius Rhescuporis VI, död 341, var regerande kung av Bosporanska riket mellan 314 och 341.